# Psycho Cop
Série
Psycho Cop 2
(1993)
Pour plus de détails, voir Fiche technique et Distribution.
Psycho Cop est un slasher américain de 1989, sorti directement en vidéo. Il a été écrit et réalisé par Wallace Potts, connu pour ses similitudes avec Maniac Cop, sorti l'année précédente et réalisé par William Lustig et Larry Cohen. Une suite a vue le jour, en 1993 intitulée Psycho Cop 2.
Le film suit Joe Vickers qui est un policier corrompu et adepte de pratiques sataniques. Lorsqu'il découvre un groupe de teenagers dans une maison au fond des bois pour leurs vacances, il décide « d’enquêter » à leur sujet.

## Synopsis
Deux jeunes mariés, Barbara et Greg se trouvent une route isolée de Californie et semblent égarés. Cherchant leur chemin, ils tombent sur une ferme abandonnée. Le jeune homme part chercher de l'aide car il voit une moto de police et pense qu'ils pourront demander leur chemin. C'est alors qu'il se fait assassiner. Barbara se met en quête de son compagnon, quand elle tombe sur le cadavre d'une femme, empalée sur une croix. Alors qu'elle s'enfuit, surgit Joe Vickers, un policier corrompu, tueur en série et adorateur du diable, qui lui fait subir le même sort qu'à Greg.
Le lendemain, trois couples, dans une Cadillac décapotable, se rendent dans un manoir isolé qu'ils ont loué. Une voiture de police du LAPD les suit à distance. C'est alors que la Cadillac fait une embardée sur un chemin et le conducteur stoppe la voiture. Les jeunes gens guettent l'arrivée du véhicule de patrouille, qui fait mine de s'embarquer à son tour, dans le chemin mais stoppe à l'entrée de celui-ci. Il s'ensuit une attente interminable où les jeunes gens se demandent ce qu'il se passe puisque le policier ne sort pas de son véhicule et il n'arrive pas à distinguer ses traits. Finalement, la Chevrolet caprice repart, laissant le groupe, soulagé.
Au manoir, le gardien de la propriété accueille les jeunes gens et fait la visite des lieux. Peu après, il constate une intrusion dans la propriété et des bruits suspects. Localisant l'origine des coups, il se rend sur place et peu après, il est assassiné à coup de hache par Vickers. En constatant la disparition du gardien, le groupe part à sa recherche et rencontrent le policier, qui les rassure en affirmant que le gardien s'est blessé en coupant du bois et se remet maintenant à l'hôpital.
Dans le courant de la soirée, un des membres, Zack part acheter de la bière et alors qu'il s'est arrêté pour en boire une, voit la voiture de police dissimulée par des buissons. Craignant qu'il s'agisse d'un contrôle, Zack sort de sa voiture, pour se diriger vers le véhicule de patrouille. Quand il constate qu'il n'y a personne à bord, Zack est agressé par Vickers qui lui enfonce son bâton de policier, dans la gorge.
Peu de temps après, le tueur en série élimine trois autres membres de la bande, Eric (Électrocuté, à coup de taser), Julie (Écrasée par la voiture de police) et Sarah (Égorgée).
Les deux survivants, Doug et Laura se rendent compte que Vickers est le coupable avec les mêmes empreintes de ses chaussures de la cabanes à outils. Ils sont à leur tour poursuivis dans la forêt par le policier fou. Ils réussissent à prendre la fuite, avec la voiture du gardien, non sans mal car Vickers se révèle être un adversaire acharné. Alors qu'ils se pensent en sécurité, le psychopathe se trouve être sur le toit de la voiture. Cherchant à leur faire quitter la route, Vickers perd l'équilibre et tombent sur la route mais Doug n'arrive pas à éviter un tronc d'arbre et la voiture vient l'impacter, sans pouvoir redémarrer.
S'engouffrant à nouveau dans la forêt, avec le tueur sur les talons, le couple tombe sur deux policiers, Chris et Bradley. Les policiers leur révèlent que Joe Vickers ne s'est pas présenté à son travail, le matin même et quand ils se sont rendus à son appartement, ils ont découvert les traces d'un culte satanique, qui pourrait être en lien avec le meurtre rituel d'une femme. Après avoir analysé les empreintes de Vickers, elles se sont avérées appartenir à Gary Henley, un patient avec de graves troubles psychotiques, qui a réussi à infiltrer le département de police de Los Angeles. Chris est assassiné d'une balle par Vickers alors qu'il inspecte le véhicule de patrouille tandis que Bradley subit le même sort que son coéquipier et se voit littéralement arracher le cœur.
Ensuite, Laura est poursuivie par Vickers jusqu'à une clairière contenant les corps crucifiés de Zack, Julie, Eric et Sarah. Alors que le tueur se bat avec Doug, Laura s'empare de son arme et lui tire dessus mais les balles ne semblent avoir aucun effet sur lui. Le psychopathe est finalement vaincu (et apparemment tué) lorsque Doug le transperce avec une bûche pointue.
Les services d'urgence accueillent Laura et Doug au manoir. Au même moment, un journal télévisé annonce que d'autres preuves indiquent que Vickers a.k.a Gary Henley est supposé être un tueur en série psychopathe s'étant évadé de l'asile et nommé Ted Warnicky. Le LAPD, dément l'information indiquant qu'aucun tueur en série, même avec l'aide du diable, n'aurait pu infiltrer ses rangs.
Le film se termine avec Vickers qui se relève et sourit d'un façon psychopathe à la caméra.

## Fiche technique
- Titre : Psycho Cop
- Autre titre : Psychocop
- Réalisation : Wallace Potts
- Scénario : Wallace Potts
- Photographie : Mark Walton
- Montage : Denise Hartman
- Musique : Alex Parker et Keyth Pisani
- Production : Jessica Rains et Cassian Elwes
- Société de production : Smoking Gun
- Distribution : Southgate Entertainment
- Pays : États-Unis
- Genre : Slasher
- Date de sortie :
  - États-Unis: 28 Novembre 1989
- Interdit aux moins 12 ans

## Distribution
- Robert R. Shafer : Officier Joe Vickers/Gary Henley/Ted Warnicky
- Jeff Qualle : Doug
- Palmer Lee Todd : Laura
- Dan Campbell : Eric
- Cindy Guyer : Julie
- Linda West : Sarah
- Greg Joujon-Roche : Zack
- Bruce Melena : Officier Bradley
- Glenn Steelman : Officer Chris
- Julie Araskog : Victime de Vickers
- Denise Hartman : Barbara/Cop #3
- David L. Zeisler : Greg/Cop #4

## Sortie en salle
Aux États-Unis, le film n'a pas bénéficié d'une sortie au cinéma. Il fut disponible en VHS.